# 竹橙斑弄蝶
	竹橙斑弄蝶（學名：Telicota bambusae），又名夏黃斑弄蝶、紅翅長標弄蝶、埔里紅弄蝶、紅挵蝶。發現於印度斯里蘭卡及馬來半島及中國南方。

## 描述
雌雄二型性明顯。雄蝶全身以橙褐色為主，頭部有毛，觸角褐色帶橙環，端部鉤狀突出；口器黑褐色。下唇鬚前伸，前兩節有黃白毛叢，末節細小褐色。胸部與足呈橙褐色，腹背褐色，側橙、腹面黃白。
前翅三角形，長14-19 mm，尖端明顯，邊緣略突；後翅扇形，臀區略葉狀。翅背面底色褐，佈橙色斑，翅基有橙毛。前翅大部分覆鮮明橙紋，僅留亞外緣黑邊與中央黑褐色帶，橙紋沿翅脈向外延伸。後翅中央有橙色斑帶及中室斑點。
翅腹面與背面相似，橙斑被黑褐短線邊框。前翅緣毛前端褐，其餘橙。M3至CuA2脈間有灰色性標。
雌蝶外型與雄蝶相近，翅幅較寬，橙斑面積較小，未沿翅脈延伸，且無性標。

## 分佈
本種廣泛分布於中國南方、中南半島及南亞等地。在臺灣主要見於本島低至中海拔地區，並包括龜山島、綠島及蘭嶼等離島。

## 棲地
棲息於有竹類植物生長的環境，包括都市綠地與人工竹林，一年可發生多代。成蝶飛行活潑敏捷，喜訪花，雄蝶具領域行為。幼蟲以多種竹類為食，在冬季寒冷地區以最終齡幼蟲越冬。
寄主植物主要為禾本科竹類，如綠竹、佛竹、蓬萊竹、麻竹、孟宗竹等，偶爾亦取食芒、大黍、象草等禾草。